# Улица Богдана Хмельницкого (Новосибирск)
Улица Богда́на Хмельни́цкого — улица Калининского района Новосибирска. Является продолжением улицы Дуси Ковальчук, от которой тянется в северо-восточном направлении и заканчивается, примыкая к Тайгинской улице. Её протяжённость составляет около 6 км.

## История
Улица Богдана Хмельницкого появилась в 1947—1955 годах на месте Верхне-Ельцовской лесной дачи.
В 1957 году был возведён ДК Культуры имени Горького и вместе с прилегающими домами образовал редкий для города единый архитектурный ансамбль.
В начале 1960-х годов сооружён Дом спорта, в 1964 году построен ледовый дворец спорта «Сибирь».
В конце 1980-х годов на улице устанавливают скульптурно-декоративные тумбы, выполненные по эскизам архитектора Геннадия Арбатского.
24 октября 2016 года был снесён расположенный на улице Дом спорта. В своё время НЗХК продал Дом Спорта и клуб «Отдых» структуре группы «Альфа Капитал», а в 2007 году на генплане города эти участки были обозначены как зона общеделового строительства. Уничтожение архитектурных объектов вызвало возмущение у части новосибирской общественности. Ситуацию вокруг сноса зданий осудил известный певец Шура:

И снова деньги решают все! Руки прочь от клуба «Отдых» и Соснового бора,  руки прочь от легких Калининского района— Вечерний Новосибирск
В конце октября 2016 года очевидцы заметили, как возле клуба «Отдых» рабочие пытаются вырубить деревья. Жители устроили с ними перебранку и вызвали полицию, после чего рабочие прекратили процесс вырубки. В ноябре 2016 клуб «Отдых» был также снесён.
2 декабря 2016 года Управление по госохране объектов культурного наследия Новосибирской области согласилась присвоить улице Богдана Хмельницкого статус достопримечательного места. В феврале 2017 года улица стала объектом культурного наследия.

## Здания
- Дворец культуры имени Горького — здание, построенное в 1957 году. Вместе с окружающими его зданиями образует единый ансамбль. Архитекторы — А. С. Михайлов и В. С. Внуков[15][16].
- Бассейн «Нептун»
- ЛДС «Сибирь» — концертно-спортивный комплекс, построенный в 1964 году. Является игровой и тренировочной площадкой для ХК «Сибирь»[17].
- Спорткомплекс «Космос» (в реконструированном здании бывшего кинотеатра «Космос»)[18].

## Архитектурно-художественное оформление
В 1982 году главный архитектор Калининского района Геннадий Арбатский стал руководителем художественной мастерской «Красная горка». В 1980-х годах творческая команда данной организации начала работать над архитектурно-художественным оформлением улицы Богдана Хмельницкого, её достопримечательностью стали скульптурно-декоративные тумбы с установленными на них скульптурами, каждая из которых соответствовала своему месту. Возле скульптуры «Колос» был хлебный магазин, возле скульптуры «Айболит» — аптека и т. д.

### Афишные тумбы
- «Арлекин»
- «Клубок»
- «Кот в сапогах»
- «Айболит»
- «Яблоко»
- «Ворона с сыром»
- «Колос»
- «Поэт»
- «Город»
- «Музыкант»[16][19]

## Организации, расположенные на улице Богдана Хмельницкого
- Администрация Калининского района
- Отдел занятости населения Калининского района
- Экспертно-криминалистический центр ГУВД по Новосибирской области
- Новосибирский завод химконцентратов
- Торговый дом «Калининский»
- Дворец культуры имени А. М. Горького
- Центр хоккея и спорта «Космос»
- Бассейн «Нептун»
- Ледовый Дворец спорта «Сибирь»
- Детский дом культуры им. Пичугина
- Профессиональное училище № 61
- Сибирский политехнический колледж
- Лицей № 66
- Лицей № 126 с математическим уклоном

## Транспорт

### Автобусы
№ 3, № 13, № 14, № 18, № 27, № 28, № 34, № 39, № 42, № 64, № 97, № 106, № 119, № 130, № 189, № 254

### Троллейбусы
№ 13, № 24

### Трамваи
№ 14

### Маршрутное такси
№ 8, № 13, № 24, № 30, № 33, № 34, № 51, № 64, № 73, № 87, № 311, № 399

### Остановки
Универмаг Калининский — Стадион Сибирь — ДК им. Горького — 25 лет Октября — Учительская — Писемского — Завод Химконцентратов — АЗС — Общежитие — пос. Спартак